# 组织学
組織學（英語：Histology），或稱顯微解剖學（Microscopic anatomy），是一門对生物組織的微觀研究，研究它們的形成、構造和功能。組織是指生物體中相同或相似的細胞集合以執行特定功能的細胞群。動物體基本上是由上皮組織、結締組織、肌肉組織和神經組織所構成。與組織學相關的生物學門包括了細胞生物學與解剖學等，細胞的層級是在組織之下；解剖學研究的對象是器官，其層級位於組織之上；形態學則是對整個生物體的研究。
通常組織學的研究對象只有動物的組織。在組織學的研究中，顯微鏡是非常重要的一項研究工具。組織學的藝術包含了依有興趣的部位挑選適當的染劑，很多現行的染劑都是利用抗體的化學性質，來標定有興趣的目標。1906年，諾貝爾生理醫學獎授予意大利組織學家C.Golgi和西班牙組織學家R.Cajal，因为他们发明了镀银染色法和开创性研究了神经系统组织结构。

## 植物的組織學研究
研究組織裡細胞層級的構造、組成、始源等議題，常仍包含在植物解剖學的領域之中，但histological仍普遍被當作一般描述辭使用，意指對組織及細胞的研究及其方法。